# Dennis Rommedahl
Dennis Rommedahl (* 22. července 1978, Kodaň) je dánský fotbalista, reprezentant Dánska, který od roku 2011 působí v dánském klubu Brøndby IF. Reprezentoval svou zemi na dvou mistrovstvích světa (2002, 2010) a jednom závěrečném turnaji mistrovství Evropy (2004). V letech 2007 a 2010 získal v Dánsku ocenění Fotbalista roku (udělované televizní stanicí TV2).

## Kariéra
| Sezóna  | Klub               | Soutěž          | Počet lig. utkání | Počet lig. gólů |
| ------- | ------------------ | --------------- | ----------------- | --------------- |
| 1995–96 | Lyngby             | Superligaen     | 9                 | 0               |
| 1996–97 | Lyngby             | Superligaen     | 17                | 4               |
| 1996–97 | PSV Eindhoven      | Eredivisie      | 2                 | 0               |
| 1997–98 | RKC Waalwijk       | Eredivisie      | 34                | 5               |
| 1998–99 | PSV Eindhoven      | Eredivisie      | 19                | 2               |
| 1999–00 | PSV Eindhoven      | Eredivisie      | 23                | 0               |
| 2000–01 | PSV Eindhoven      | Eredivisie      | 31                | 5               |
| 2001–02 | PSV Eindhoven      | Eredivisie      | 34                | 12              |
| 2002–03 | PSV Eindhoven      | Eredivisie      | 33                | 6               |
| 2003–04 | PSV Eindhoven      | Eredivisie      | 19                | 4               |
| 2004–05 | Charlton Athletic  | Premier League  | 26                | 2               |
| 2005–06 | Charlton Athletic  | Premier League  | 21                | 2               |
| 2006–07 | Charlton Athletic  | Premier League  | 28                | 0               |
| 2007–08 | Ajax               | Eredivisie      | 30                | 2               |
| 2008–09 | Ajax               | Eredivisie      | 3                 | 0               |
| 2008–09 | NEC                | Eredivisie      | 14                | 0               |
| 2009–10 | Ajax               | Eredivisie      | 28                | 6               |
| 2010-11 | Olympiakos Piraeus | Řecká Superliga | 22                | 2               |
| 2011-12 | Brøndby IF         | Superligaen     | 0                 | 0               |
| Total   | Total              | Total           | 371               | 50              |

## Reprezentace
Nastoupil i v kvalifikaci na MS 2014. Hrál např. v utkání s Českou republikou na Andrově stadionu v Olomouci 22. března 2013, kde Dánsko porazilo ČR 3:0. 26. března 2013 byl u remízy 1:1 s hostujícím Bulharskem. Dánsko získalo z 5 zápasů jen 6 bodů a kleslo na čtvrté místo za Českou republiku.

### Mistrovství světa 2010
Rommedahl se zúčastnil Mistrovství světa 2010 v Jihoafrické republice, kde se Dánsko utkalo v základní skupině E postupně s Nizozemskem (14. června, prohra 0:2), Kamerunem (19. června, výhra 2:1) a Japonskem (24. června, prohra 1:3). Dennis nastoupil ve všech utkáních v základní sestavě, proti Kamerunu dal vítězný gól na 2:1. Dánsko skončilo se třemi body na nepostupovém třetím místě tabulky a se světovým šampionátem se rozloučilo.

### Reprezentační góly
| #   | Datum             | Místo zápasu           | Soupeř        | Akce                   |
| --- | ----------------- | ---------------------- | ------------- | ---------------------- |
| 1.  | 7. října 2000     | Belfast, Severní Irsko | Severní Irsko | Kvalifikace na MS 2002 |
| 2.  | 15. listopad 2000 | Kodaň, Dánsko          | Německo       | Přátelské utkání       |
| 3.  | 15. listopad 2000 | Kodaň, Dánsko          | Německo       | Přátelské utkání       |
| 4.  | 1. září 2001      | Kodaň, Dánsko          | Severní Irsko | Kvalifikace na MS 2002 |
| 5.  | 6. říjen 2001     | Kodaň, Dánsko          | Island        | Kvalifikace na MS 2002 |
| 6.  | 17. duben 2002    | Kodaň, Dánsko          | Izrael        | Přátelský zápas        |
| 7.  | 11. červen 2002   | Inčchon, Jižní Korea   | Francie       | MS 2002                |
| 8.  | 29. březen 2003   | Bukurešť, Rumunsko     | Rumunsko      | Kvalifikace na ME 2004 |
| 9.  | 29. březen 2003   | Bukurešť, Rumunsko     | Rumunsko      | Kvalifikace na ME 2004 |
| 10. | 9. únor 2005      | Atény, Řecko           | Řecko         | Kvalifikace na MS 2006 |
| 11. | 17. srpen 2005    | Kodaň, Dánsko          | Anglie        | Přátelský zápas        |
| 12. | 16. srpen 2006    | Odense, Dánsko         | Polsko        | Přátelský zápas        |
| 13. | 6. září 2006      | Reykjavík, Island      | Island        | Kvalifikace na ME 2008 |
| 14. | 6. červen 2007    | Riga, Lotyšsko         | Lotyšsko      | Kvalifikace na ME 2008 |
| 15. | 6. červen 2007    | Riga, Lotyšsko         | Lotyšsko      | Kvalifikace na ME 2008 |
| 16. | 17. říjen 2007    | Kodaň, Dánsko          | Lotyšsko      | Kvalifikace na ME 2008 |
| 17. | 19. červen 2010   | Pretoria, Jižní Afrika | Kamerun       | MS 2010                |
| 18. | 11. srpen 2010    | Kodaň, Dánsko          | Německo       | Přátelský zápas        |
| 19. | 26. březen 2011   | Oslo, Norsko           | Norsko        | Kvalifikace na ME 2012 |
| 20. | 7. října 2011     | Nicosia, Kypr          | Kypr          | Kvalifikace na ME 2012 |
| 21. | 7. října 2011     | Nicosia, Kypr          | Kypr          | Kvalifikace na ME 2012 |